# Queda la noche
Queda la noche es una novela escrita por Soledad Puértolas ganadora del Premio Planeta en 1989.  

## Contexto
El Premio Planeta es un galardón literario creado en 1952 por José Manuel Lara Hernández, fundador de la editorial Planeta. Su objetivo principal era promover a los escritores de lengua castellana en un mercado literario dominado por autores anglosajones. Desde sus inicios, el premio jugó un papel importante en la profesionalización de la escritura, ya que los ganadores suelen recibir una gran atención mediática que los convierte rápidamente en autores populares.En 1985, Puértolas viajó a la India y la experiencia le sirvió para su novela Queda la noche.

## Sinopsis
Aurora se va de viaje a la India con su amigo Mario un poco por azar y, después del viaje, cuando regresa a Madrid, se enfrenta poco a poco con las distintas piezas del puzle del que formó parte en su viaje. Todo terminará encajando y ligado al final del relato. La protagonista acaba conviviendo con unas personas que serán decisivas en su existencia, por los vínculos de amistad y amor que se van estableciendo entre ellas.
Es una narración lineal, de corte realista, escrita en primera persona. La autora reconoció las influencias en su novela de las películas de Alfred Hitchock. La novela plantea además unos interrogantes sobre las diferencias sexuales y culturales en una sociedad hecha por y para hombres. Puértolas coincidió con otras escritoras en mostrar que estos cambios eran en realidad un barniz superficial que no alteraba la marginación de las mujeres en una estructura patriarcal, continuando su relegación a la periferia. La nueva definición sociopolítica no puso fin a la subordinación femenina, ni propició la autorrealización de la mujer.  Hay en la novela una conciencia negativa de la concepción romántica de los modelos tradicionales de matrimonio y de la vida familiar, al tiempo que rechaza las fantasías y deseos que se oponen a tales convenciones.

## Reconocimientos
- En 1989, la novela Queda la noche ganó el Premio Planeta.[7]